# Élections législatives de 1968 dans le Calvados
Les élections législatives françaises de 1968 se déroulent les 23 et 30 juin 1968. Dans le département du Calvados, cinq députés sont à élire dans le cadre de cinq circonscriptions.

## Élus
| Circonscription | Député sortant      | Parti | Parti | Député élu ou réélu | Parti | Parti |
| --------------- | ------------------- | ----- | ----- | ------------------- | ----- | ----- |
| 1re             | Henri-François Buot |       | UDR   | Henri-François Buot |       | UDR   |
| 2e              | Robert Bisson       |       | UDR   | Robert Bisson       |       | UDR   |
| 3e              | Michel d'Ornano     |       | RI    | Michel d'Ornano     |       | RI    |
| 4e              | Raymond Triboulet   |       | UDR   | Raymond Triboulet   |       | UDR   |
| 5e              | Marcel Restout      |       | CD    | Olivier Stirn       |       | UDR   |

## Résultats

### Résultats à l'échelle du département
| Parti          | Parti                                           | Premier tour | Premier tour | Second tour | Second tour | Sièges |
| Parti          | Parti                                           | Voix         | %            | Voix        | %           | Sièges |
| -------------- | ----------------------------------------------- | ------------ | ------------ | ----------- | ----------- | ------ |
|                | Union pour la défense de la République          | 93 149       | 40,60        | 56 360      | 54,74       | 4      |
|                | Républicains indépendants                       | 27 388       | 11,94        | Retrait     | Retrait     | 1      |
|                | Modérés                                         | 4 637        | 2,02         |             |             | 0      |
|                | Union des républicains de progrès               | 125 174      | 54,57        | 56 360      | 54,74       | 5      |
|                |                                                 |              |              |             |             |        |
|                | Convention des institutions républicaines       | 10 772       | 4,70         |             |             | 0      |
|                | Section française de l'Internationale ouvrière  | 4 560        | 1,99         | 0           |             |        |
|                | Parti radical                                   | 3 693        | 1,61         | 0           |             |        |
|                | Fédération de la gauche démocrate et socialiste | 19 025       | 8,29         |             |             | 0      |
|                |                                                 |              |              |             |             |        |
|                | Progrès et démocratie moderne                   | 36 533       | 15,93        | 28 925      | 28,10       | 0      |
|                | Parti communiste français                       | 34 485       | 15,03        | 17 666      | 17,16       | 0      |
|                | Parti socialiste unifié                         | 9 846        | 4,29         |             |             | 0      |
|                | Extrême gauche                                  | 4 340        | 1,89         | 0           |             |        |
|                |                                                 |              |              |             |             |        |
| Inscrits       | Inscrits                                        | 285 578      | 100,00       | 135 828     | 100,00      | 5      |
| Abstentions    | Abstentions                                     | 52 747       | 18,47        | 31 455      | 23,16       |        |
| Votants        | Votants                                         | 232 831      | 81,53        | 104 373     | 76,84       |        |
| Blancs et nuls | Blancs et nuls                                  | 3 428        | 1,47         | 1 422       | 1,36        |        |
| Exprimés       | Exprimés                                        | 229 403      | 98,53        | 102 951     | 98,64       |        |

### Résultats par circonscription

#### Première circonscription (Caen)
| Candidat       | Candidat                          | Parti          | Premier tour | Premier tour | Second tour | Second tour |  |
| Candidat       | Candidat                          | Parti          | Voix         | %            | Voix        | %           |  |
| -------------- | --------------------------------- | -------------- | ------------ | ------------ | ----------- | ----------- |  |
|                | Henri-François Buot sortant réélu | UDR (URP)      | 34 301       | 49,02        | 35 941      | 56,48       |  |
|                | Jean Goueslard                    | PCF            | 11 404       | 16,3         | 17 666      | 27,76       |  |
|                | Bernard Nolot                     | CD (PDM)       | 8 900        | 12,72        | 10 026      | 15,76       |  |
|                | Louis Mexandeau                   | FGDS (CIR)     | 7 007        | 10,01        |             |             |  |
|                | Robert de Caumont                 | Divers gauche  | 4 340        | 6,2          |             |             |  |
|                | Micheline Dornier                 | PSU            | 4 028        | 5,76         |             |             |  |
|                |                                   |                |              |              |             |             |  |
| Inscrits       | Inscrits                          | Inscrits       | 88 336       | 100,00       | 88 284      | 100,00      |  |
| Abstentions    | Abstentions                       | Abstentions    | 17 527       | 19,84        | 23 752      | 26,9        |  |
| Votants        | Votants                           | Votants        | 70 809       | 80,16        | 64 532      | 73,1        |  |
| Blancs et nuls | Blancs et nuls                    | Blancs et nuls | 829          | 1,17         | 899         | 1,39        |  |
| Exprimés       | Exprimés                          | Exprimés       | 69 980       | 98,83        | 63 633      | 98,61       |  |

#### Deuxième circonscription (Falaise - Lisieux)
|                | Robert Bisson sortant réélu | UDR (URP)      | 21 728 | 54,41  |  |  |  |
|                | René Brosseau               | PCF            | 6 209  | 15,55  |  |  |  |
|                | Arnault de Rouville         | CD (PDM)       | 5 757  | 14,42  |  |  |  |
|                | Henry Delisle               | FGDS (CIR)     | 3 765  | 9,43   |  |  |  |
|                | Jean Petite                 | PSU            | 2 472  | 6,19   |  |  |  |
|                |                             |                |        |        |  |  |  |
| Inscrits       | Inscrits                    | Inscrits       | 50 228 | 100,00 |  |  |  |
| Abstentions    | Abstentions                 | Abstentions    | 9 534  | 18,98  |  |  |  |
| Votants        | Votants                     | Votants        | 40 694 | 81,02  |  |  |  |
| Blancs et nuls | Blancs et nuls              | Blancs et nuls | 763    | 1,87   |  |  |  |
| Exprimés       | Exprimés                    | Exprimés       | 39 931 | 98,13  |  |  |  |

#### Troisième circonscription (Pont-l'Évêque)
|                | Michel d'Ornano sortant réélu | RI (URP)       | 27 388 | 59,99  |  |  |  |
|                | André Lenormand               | PCF            | 11 777 | 25,8   |  |  |  |
|                | Robert Kalle                  | FGDS (SFIO)    | 2 278  | 4,99   |  |  |  |
|                | Robert Bourdon                | PSU            | 2 276  | 4,99   |  |  |  |
|                | Pierre-Roger Bisson           | Modérés        | 1 936  | 4,24   |  |  |  |
|                |                               |                |        |        |  |  |  |
| Inscrits       | Inscrits                      | Inscrits       | 56 411 | 100,00 |  |  |  |
| Abstentions    | Abstentions                   | Abstentions    | 10 010 | 17,74  |  |  |  |
| Votants        | Votants                       | Votants        | 46 401 | 82,26  |  |  |  |
| Blancs et nuls | Blancs et nuls                | Blancs et nuls | 746    | 1,61   |  |  |  |
| Exprimés       | Exprimés                      | Exprimés       | 45 655 | 98,39  |  |  |  |

#### Quatrième circonscription (Bayeux)
|                | Raymond Triboulet sortant réélu | UDR (URP)      | 18 830 | 54,76  |  |  |  |
|                | Monique Corblet                 | CD (PDM)       | 5 344  | 15,54  |  |  |  |
|                | Jean-Pierre Baudard             | FGDS (Radical) | 3 693  | 10,74  |  |  |  |
|                | Georges Fauvel                  | PCF            | 2 750  | 8      |  |  |  |
|                | Roger Massu                     | Modérés        | 2 701  | 7,85   |  |  |  |
|                | Jean-Charles Payen              | PSU            | 1 070  | 3,11   |  |  |  |
|                |                                 |                |        |        |  |  |  |
| Inscrits       | Inscrits                        | Inscrits       | 43 060 | 100,00 |  |  |  |
| Abstentions    | Abstentions                     | Abstentions    | 8 194  | 19,03  |  |  |  |
| Votants        | Votants                         | Votants        | 34 866 | 80,97  |  |  |  |
| Blancs et nuls | Blancs et nuls                  | Blancs et nuls | 478    | 1,37   |  |  |  |
| Exprimés       | Exprimés                        | Exprimés       | 34 388 | 98,63  |  |  |  |

#### Cinquième circonscription (Vire)
| Candidat       | Candidat               | Parti          | Premier tour | Premier tour | Second tour | Second tour |  |
| Candidat       | Candidat               | Parti          | Voix         | %            | Voix        | %           |  |
| -------------- | ---------------------- | -------------- | ------------ | ------------ | ----------- | ----------- |  |
|                | Olivier Stirn élu      | UDR (URP)      | 18 290       | 46,36        | 20 419      | 51,93       |  |
|                | Marcel Restout sortant | CD (PDM)       | 16 532       | 41,91        | 18 899      | 48,07       |  |
|                | André Fabre            | PCF            | 2 345        | 5,94         |             |             |  |
|                | René Le Roy            | FGDS (SFIO)    | 2 282        | 5,78         |             |             |  |
|                |                        |                |              |              |             |             |  |
| Inscrits       | Inscrits               | Inscrits       | 47 543       | 100,00       | 47 544      | 100,00      |  |
| Abstentions    | Abstentions            | Abstentions    | 7 482        | 15,74        | 7 703       | 16,2        |  |
| Votants        | Votants                | Votants        | 40 061       | 84,26        | 39 841      | 83,8        |  |
| Blancs et nuls | Blancs et nuls         | Blancs et nuls | 612          | 1,53         | 523         | 1,31        |  |
| Exprimés       | Exprimés               | Exprimés       | 39 449       | 98,47        | 39 318      | 98,69       |  |